# Championnat suédois des voitures de tourisme

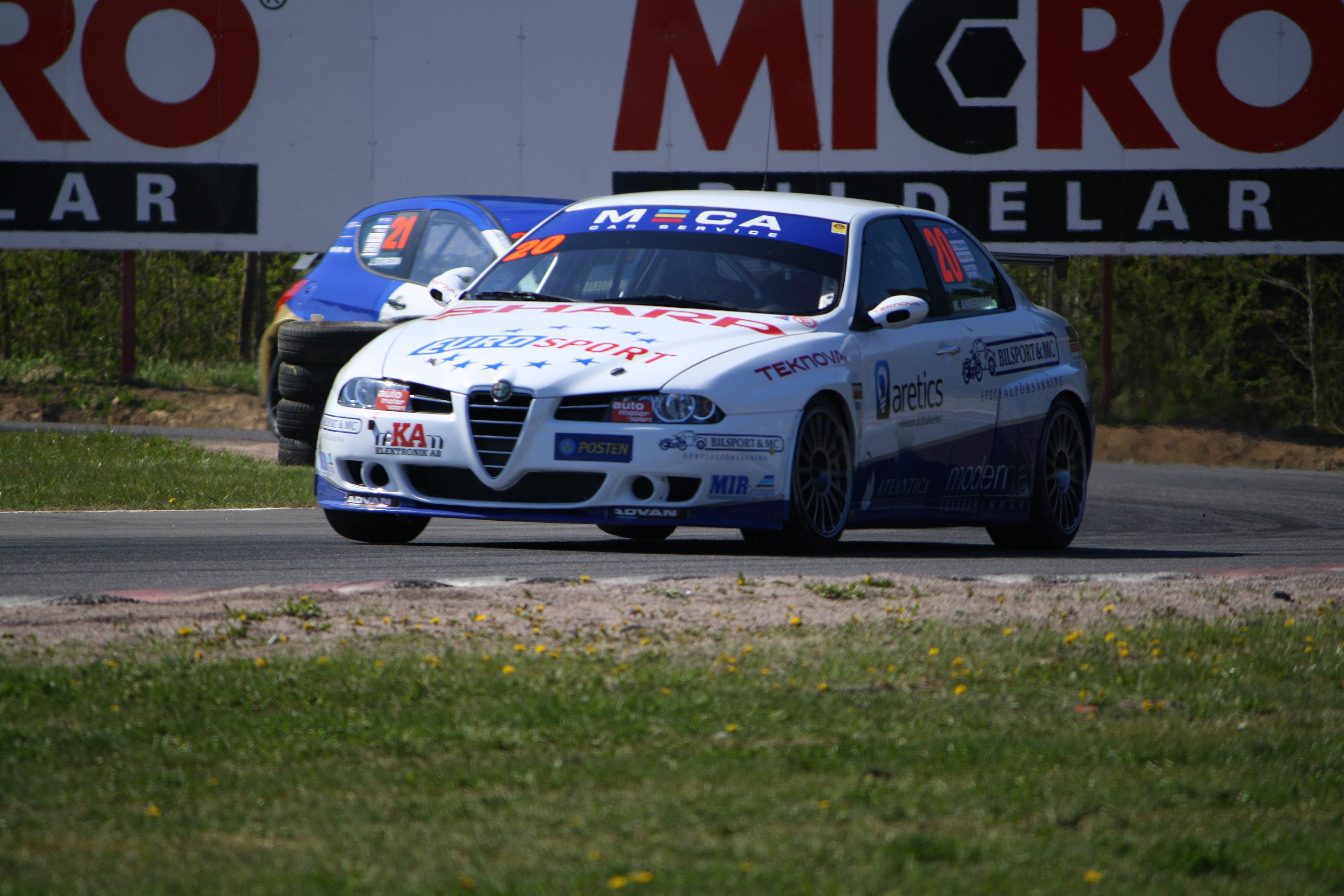
STCC Mantorp 2009, Mattias Andersson

Le Championnat suédois des voitures de tourisme ou Swedish Touring Car Championship (en abrégé le STCC) était une série de courses de Voitures de tourisme en Suède, mais aussi en Norvège.
La première saison de la STCC a été en 1996, fortement influencée par le Championnat britannique des voitures de tourisme et le succès des courses BTCC à la télévision suédoise.

Il y a eu aussi un certain nombre d'autres championnats qui sont entrés en concurrence avec le STCC : Radical Sportscars, Coupe Camaro, Superkart, Pro Superbike, JTCC et Porsche Carrera Cup Scandinavie.
La dernière saison du STCC a été en 2010, lorsque la série a fusionné avec le Championnat danois des voitures de tourisme pour former le Championnat scandinave  des voitures de tourisme.

## Règlement
Les voitures sont construites selon les règles Super 2000 utilisés dans le FIA WTCC. Une catégorie nationale N2000 existe également afin d'encourager les équipes à construire leurs propres voitures sans avoir à les homologuer par la FIA. Seuls Audi, Volvo, Opel et Mercedes ont construit leurs propres voitures.
Système de Points:
| Position | 1er | 2e | 3e | 4e | 5e | 6e | 7e | 8e |
| Points   | 10  | 8  | 6  | 5  | 4  | 3  | 2  | 1  |
| -------- | --- | -- | -- | -- | -- | -- | -- | -- |

Qualification et courses

Chaque week-end de course comprend ce qui suit:
- Qualification : Tout d'abord, une séance d'essais qualificative de 20 minutes ouvert à tous les pilotes est réalisée. Les huit pilotes les plus rapides de la séance de 20 minutes continuent à courir pour le classement de la Super Pole. À partir du 9e temps de qualification, la position correspond à la position pour la première course. La grille pour la deuxième course est inversé suivant les résultats des huit premiers de la première course. Les voitures se trouvant derrière les huit premiers meilleurs temps de qualifications dans la première course ont terminé.
- Super Pole : La Super Pole est un sprint d'un tour couru par les huit premières positions des temps des qualifications. Le pilote avec le 8e temps des qualifications est le premier à exécuter un tour de Super Pole. Chacun des sept pilotes restants gère leur tour de Super Pole plus ou moins rapidement. En fin de compte, le pilote avec le meilleur tour de Super Pole commence la course depuis la pole position.
- Course : Il y a deux courses en un week-end de course et chaque course dure environ 20 minutes. Toutes les courses commencent par un départ lancé.

## Champions
| Saison | Championnat       | Championnat  | Championnat               | Indépendent      | Indépendent   |
| Saison | Pilote            | Constructeur | Équipe                    | Pilote           | Constructeur  |
| ------ | ----------------- | ------------ | ------------------------- | ---------------- | ------------- |
| 1996   | Jan Nilsson       | Volvo        | Flash Engineering         | aucun            | aucun         |
| 1997   | Jan Nilsson       | Volvo        | Flash Engineering         | aucun            | aucun         |
| 1998   | Fredrik Ekblom    | BMW          | WestCoast Racing          | Pontus Mörth     | Opel          |
| 1999   | Mattias Ekström   | Audi         | Kristoffersson Motorsport | Kim Esbjug       | BMW           |
| 2000   | Tommy Rustad      | Nissan       | Crawford Nissan Racing    | Magnus Krokström | Audi          |
| 2001   | Roberto Colciago  | Audi         | Kristoffersson Motorsport | Tobias Johansson | Audi          |
| 2002   | Roberto Colciago  | Audi         | Kristoffersson Motorsport | Tobias Johansson | Audi          |
| 2003   | Fredrik Ekblom    | Audi         | Kristoffersson Motorsport | aucun            | aucun         |
| 2004   | Richard Göransson | BMW          | WestCoast Racing          | Johan Nilsson    | Volvo         |
| 2005   | Richard Göransson | BMW          | WestCoast Racing          | Johan Nilsson    | BMW           |
| 2006   | Thed Björk        | Audi         | Kristoffersson Motorsport | Joakim Fridh     | BMW           |
| 2007   | Fredrik Ekblom    | BMW          | WestCoast Racing          | Joakim Fridh     | Opel          |
| 2008   | Richard Göransson | BMW          | Flash Engineering         | Tobias Johansson | Mercedes-Benz |
| 2009   | Tommy Rustad      | Volvo        | Polestar Racing           | Viktor Hallrup   | BMW           |
| 2010   | Richard Göransson | BMW          | Polestar Racing           | Andreas Ebbesson | BMW           |